# Antonio Variações
Antonio Variações, de son vrai nom António Joaquim Rodrigues Ribeiro, est un chanteur et compositeur portugais né le 3 décembre 1944, dans la paroisse de Fiscal de la municipalité d'Amares, et mort le 13 juin 1984 à Lisbonne. Malgré la brièveté de sa carrière en raison de sa mort à l'âge de 39 ans, il a marqué le renouveau de la musique portugaise et européenne dans les années 1980.
Pour beaucoup, il est le symbole du renouveau de la société portugaise, à la suite de la Révolution des Œillets. En raison de la nature originale et provocatrice de ses enregistrements (situé selon son propre aveu quelque part « entre New York et Braga »), mélangeant pop, rock, new wave et musique folklorique portugaise, il est communément considéré comme l'un des artistes les plus innovants de la musique populaire portugaise moderne.

## Biographie

### Enfance et jeunesse

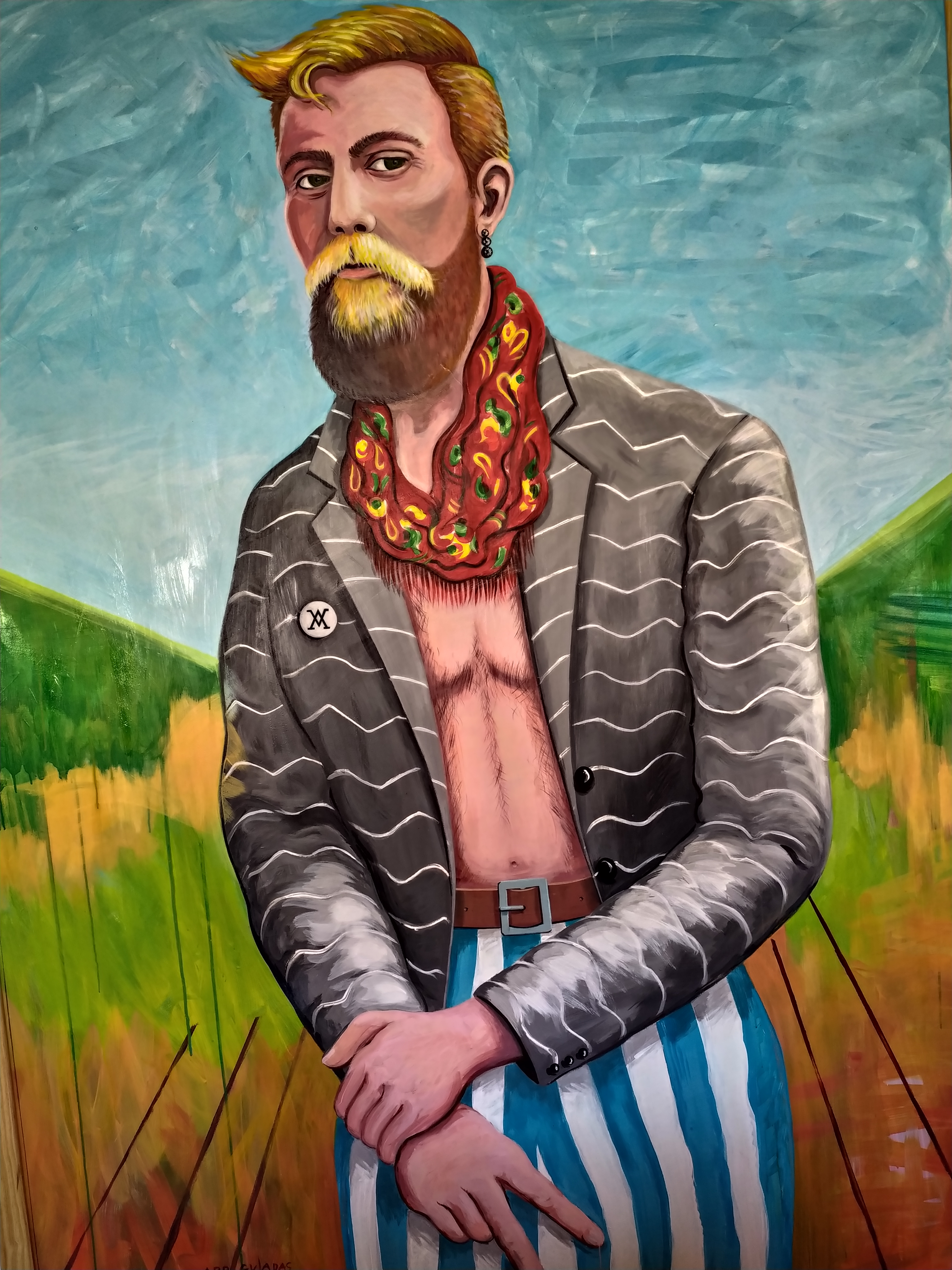
Fresque mural en hommage à António Variações à l'école de Palmeira (Escola da Palmeira) à Braga

António Variações naît dans le quartier do Pilar à Fiscal, une freguesia (une paroisse, un village) de la municipalité d'Amares dans le district de Braga. Il est le cinquième des dix enfants de Deolinda de Jesus et Jaime Ribeiro.
Enfant, son amour pour la musique lui permet de s'évader de ses tâches quotidiennes aux champs pour aller aux fêtes folkloriques locales. Il quitte l'école à l'âge de onze ans, et peu après obtient son premier travail en fabriquant des petits bibelots dans le village voisin de Caldelas.
À l'âge de douze ans, il quitte son village pour la capitale, Lisbonne, et travaille dans un bureau. De 1964 à 1967, il effectue son service militaire obligatoire en Angola, au sein de l'armée portugaise, pendant la guerre coloniale. Il rentre à la maison sain et sauf, mais décide de partir vivre à Londres pour y travailler comme plongeur dans une cantine d'école, pendant un an.
Il revient brièvement au Portugal en 1976, après la fin de la dictature salazariste survenue après la Révolution des Œillets, le jeudi 25 avril 1974.
Il repart direction Amsterdam, où il découvre le monde professionnel de la coiffure, devient coiffeur et continuera à exercer à son retour à Lisbonne. L'année suivante, il ouvre le premier salon de coiffure unisexe au Portugal, puis un salon de coiffure pour hommes dans le centre-ville de Lisbonne. Parmi ses clients, il compte plusieurs personnes de l'industrie musicale, dont Julio Isidro (célèbre animateur radio et présentateur TV portugais de la RTP) qui va l'aider à lancer sa carrière.
Parallèlement à ce travail de jour, il commence à tourner la nuit sur la scène des clubs locaux, avec un groupe de musiciens baptisé Variações (qui signifie littéralement « Variations », un mot qui suggère la diversité des influences du chanteur). Ses visuels criards et l'utilisation d'accessoires de mode, rare pour un homme au Portugal, tout juste sorti de la dictature, attirent l'attention et le font remarquer dans le milieu.

### Signature avec le label Valentim de Carvalho
En 1978, António soumet une démo à Valentim de Carvalho, l'un des labels les plus importants au Portugal. Mais malgré la signature du contrat, il n'est pas autorisé à enregistrer quoi que ce soit pendant quatre ans. Les dirigeants, ne sachant pas quel genre musical est le plus adapté à son travail, folklorique ou pop, n'arrivent pas à décider ce qu'ils doivent faire avec cet artiste atypique et original.
En février 1981, il apparaît avec son groupe dans une émission de télévision populaire (Passeio dos Alegres) animée justement par Júlio Isidro. Il est alors présenté avec sa bande, comme « Variações e António » et interprète deux chansons inédites : "Toma o comprimido" et "Não me consumas" (ce second titre sera repris en 2005 par le groupe Humanos et devient l'un des plus grands succès de la musique portugaise). À la suite de cette apparition, il est invité à quelques reprises à Febre de Sábado de Manhã, une émission de radio sur Rádio Comercial présentée également par Julio Isidro.

### Anjo da Guarda
En juillet 1982, son premier single sort, cette fois sous le nom d'António Variações. Face A, une reprise du célèbre fado "Povo que lavas no rio", immortalisé par la diva Amália Rodrigues. Face B, une chanson composée et interprétée par lui-même, "Estou Além" (encore aujourd'hui, l'un des meilleurs succès de l'industrie musicale portugaise).
La reprise du fado d'Amália Rodrigues suscite la controverse auprès d'un grand nombre de personnes. Mais au fil du temps elle est acceptée comme un vibrant hommage de l'artiste à l'iconique fadiste, à qui il dédicace d'ailleurs son premier album, Anjo da Guarda, sorti en 1983 : Variações s'inscrit ainsi dans la tradition en la réinventant.
Il chante en première partie d'un spectacle d'Amália Rodrigues dans la salle de spectacle « Aula Magna » de l'université de Lisbonne, le 26 mai 1983. Deux titres de cet album, "O Corpo É Que Paga" et "E P'ra Amanhã", sont diffusés régulièrement à la radio.
Il donne un concert à Rendufe (village voisin de son village natal, Fiscal) lors de la fête dédiée à Nossa Senhora Das Neves (Notre-Dame des Neiges) où tous les membres de sa famille viennent l'applaudir.

### Dar & Receber
Après une série de concerts, António retourne en studio et enregistre (du 6 au 25 février 1984) son deuxième et dernier album, intitulé « Dar & Receber », qui sort en mai de la même année et est à nouveau reçu avec beaucoup d'enthousiasme de toute part (la chanson Canção de Engate deviendra l'un des plus gros succès de l'artiste).
Deux mois plus tard, il effectue son dernier concert dans la paroisse portugaise de Viatodos (canton de la municipalité de Barcelos ), pendant le festival da Feira Isabelinha. En avril, il fait sa dernière apparition publique dans l'émission A Festa Continua, présentée par Júlio Isidro.

### Décès
Le 18 mai 1984, Antonio Variações est admis à l'hôpital Pulido Valente, avec les symptômes de la bronchite asthmatiforme. Plus tard, il est transféré à l'Hôpital de la Croix Rouge car on suspecte une pneumonie aiguë. À cette époque, l'état de santé de l'artiste s'aggrave et des rumeurs de sida commencent à circuler. Étant donné les préjugés de l'époque envers la maladie, il devient la cible de certaines discriminations[réf. nécessaire]. Protégé par sa famille et ses amis les plus proches, il reçoit peu de visites pendant son hospitalisation. En juin, la presse publie que son état de santé s'est considérablement détérioré[réf. nécessaire].
Le 13 juin au matin, jour de la Saint Antoine, António Variações meurt d'une pneumonie. Ses funérailles ont lieu le 15 juin à la basilique da Estrela, où sa famille, ses amis, ses collègues musiciens, les coiffeurs et les fans lui rendent un dernier hommage. Les funérailles suscitent la controverse, car les autorités ont ordonné que son cercueil soit scellé pour cause de danger pour la santé publique, ce qui alimente encore les rumeurs selon lesquelles il serait mort des suites de complications liées au sida[réf. nécessaire].
La famille d'António Variações ne reconnaît ni le sida comme cause réelle du décès, ni qu'il était homosexuel. Mais il est admis qu'il était atteint de la maladie,, et certaines sources avancent même qu'il serait la première victime au Portugal. Son ancien manager, Teresa Couto Pinto, a affirmé qu'avant sa mort, elle avait reçu les résultats des tests cliniques d'Antonio Variações, effectués aux États-Unis, et confirmant qu'il était bien séropositif. D'autre part, ses amis le présentent comme homosexuel, de même qu'un chercheur qui a étudié sa vie et son travail.
Sa tombe se trouve dans son village natal de Fiscal, où de nombreux fans viennent la visiter et prennent des photos du buste qui se trouve à l'entrée du village.
Ses frères et sœurs lui ont rendu hommage en chantant Anjo da Guarda, devant sa statue lorsqu'ils ont été « mordomos » (organisateurs) de la traditionnelle fête de Pâques en 2010.[réf. nécessaire]

### Postérité
À sa mort, Antonio Variações laisse derrière lui une boîte contenant plus de quarante bandes et bobines studio, qui ont été oubliées depuis longtemps. Restées d'abord en possession de son frère, Jaime Ribeiro (avocat), elles ont ensuite été conservées pendant plus de dix ans par David Ferreira chez EMI-Valentim de Carvalho, jusqu'à ce que le journaliste Nuno Galopim les écoute et les retranscrive. C'est ainsi qu'en 2004 naît le projet musical Humanos, donnant suite aux maquettes d'Antonio Variações. Un album contenant les chansons inédites de Antonio Variações est ainsi édité.
Un film biographique sur António Variações, intitulé L'Ange gardien (Variações), sort en 2019. Le projet est initialement subventionné par l'Institut du cinéma portugais et pris en charge en 2004 par le réalisateur João Maia. Ce dernier s'associe en 2006 au producteur Utopia Filmes. Le tournage du film est initialement prévu en 2009, mais le script présenté par le réalisateur n'est pas accepté par la société de production, déclenchant un litige entre les deux parties. Un nouveau script est proposé par Evan J. Maloney. En décembre 2011, le conflit est résolu, mais le tournage du film démarre avec plusieurs années de retard. Le film se définit comme une « comédie musicale réaliste » intégrant la musique d'António Variações qui se trouve ici incarné par l'acteur Sérgio Praia.

## Style musical
António Variações n'avait aucune formation musicale. Sa première influence musicale était son père, qui jouait de l'accordéon et du cavaquinho (mini guitare portugaise), mais il n'a jamais eu la chance de devenir un musicien sérieux. Lors de ses voyages à l'étranger, Antonio Variações a pu entrer en contact avec des artistes et des genres qui n'étaient pas connus au Portugal et a commencé à fusionner ces genres (pop, rock, jazz, blues et new wave) avec le folklore portugais et le fado.
Bien que ne sachant pas comment jouer ou composer de la musique, il crée sans cesse de la musique par ses propres moyens. En utilisant un magnétophone, il enregistre des sons et des rythmes qu'il produit avec sa propre voix ou bien en frappant sur divers objets, tout en chantant.
Ces enregistrements sont ensuite utilisés par ses musiciens de studio, en soutien de base, pour les arrangements de ses chansons. La musique d'Antonio Variações se caractérise par l'utilisation d'une grande variété d'instruments, allant des synthétiseurs, du cavaquinho portugais et de la guitare classique, en passant par l'accordéon et plus encore.
Défiant la définition des genres, il a donné sa propre description de sa sonorité: "Entre Braga e Nova Iorque" (entre Braga et New York en Français), ce qui reflète son caractère cosmopolite avec une touche de ruralité. Il avait l'intention de devenir un artiste populaire dans le sens noble du terme et a réussi à atteindre des publics très divers, des travailleurs en col bleu à ceux en col blanc, des incultes aux intellectuels, des jeunes aux moins jeunes.

### Textes
Bien qu'ayant seulement un niveau d'école primaire (à l'époque, quatre ans d'enseignement de base, bien qu'il ait également assisté à des cours du soir à Lisbonne pendant un certain temps) et pas de formation musicale, Antonio Variações avait un sens profond du rythme et une maîtrise aiguë de la parole écrite.
Les paroles d'Antonio Variações sont souvent un mélange de proverbes, de sagesse populaire et d'expériences personnelles. Il avait une capacité remarquable d'imagination originale et convaincante. Par le caractère populaire de ses paroles, il était facile pour la plupart de ses auditeurs de s'identifier aux thèmes de ses chansons, qui parlent souvent de l'agitation, des sentiments d'évasion ou de la nature trompeuse des amours. Quelques-unes de ses chansons ont une résonance autobiographique, comme Olhei P'ra Trás, où il décrit son départ, douloureux mais plein d'espoir, de son petit village natal ou encore Deolinda de Jésus, dédié à sa mère décédée dans les années 2000.

### Influences
António Variações était un fervent admirateur du poète portugais Fernando Pessoa, dédiant le LP Dar & Receber à Pessoa, dans une phrase énigmatique inachevée, et en utilisant un de ses poèmes sur la chanson Canção. Certaines de ses paroles renvoient aux sentiments exprimés par des poèmes de Pessoa.
Une autre influence majeure de l'artiste était Amália Rodrigues, célèbre chanteuse de Fado (FADO devenu en 2011 - Património da Humanidade / Patrimoine  de renommée internationale de l'UNESCO). En plus de son premier album qu'il lui a dédié, il lui a également écrit un hommage, enregistré dans la chanson A voz d'Amalia, dans lequel il chante « Nous avons tous Amalia dans notre voix et nous avons dans cette voix la voix de chacun d'entre nous » (Amália Rodrigues est une icône nationale portugaise). Les deux artistes se sont rencontrés sur scène une fois, à un concert à l'aula magna de l'Université de Lisbonne, le 26 mai 1983. Amália rendra hommage à António Variaçoes en assistant à son enterrement.
Au cours de ses nombreux voyages à l'étranger, il s'imprègne musicalement d'artistes, comme David Bowie, Bryan Ferry, The Kinks, Elvis Presley ou les Beatles. Cette rencontre avec une culture musicale différente lui fait une forte impression ; ce n'est pas un hasard si ses premières expériences de composition de chanson l'ont été en anglais. Il abandonnera vite cette approche, étant à la recherche d'un style plus authentique et personnel de l'écriture en portugais.

### Collaborations
António Variações n'ayant pas les connaissances pour bien composer par lui-même, la collaboration avec d'autres musiciens était nécessaire à l'écriture, l'enregistrement et la production de sa musique.
Pour son premier album Anjo da Guarda, il collabore avec les musiciens Vítor Rua, Toli César Machado (tous deux membres du groupe GNR, très connu au Portugal) et José Moz Carrapa.
Pour l'enregistrement du deuxième album, Dar & Receber, il collabore avec Pedro Ayres Magalhães et Carlos Maria Trindade, qui font partie du groupe Herois do Mar (et plus tard, Madredeus). Les cinq membres de Herois do Mar sont devenus le groupe de studio d'António et seraient devenus proches avec lui, notamment Pedro Ayres Magalhães, qui parle de lui avec émotion sur les notes de la pochette de Dar & Receber : « Je vous remercie António, pour votre enthousiasme et votre confiance, et je voudrais écrire ici que j'ai gagné une amitié ».

## Discographie

### Single
- 1982 - Povo Que Lavas No Rio/Estou Além
- 1983 - É P'ra Amanhã.../Quando Fala Um Português...

### Albums
- 1983 - Anjo da Guarda
- 1984 - Dar & Receber

### Sorties posthumes
Singles
- 1997 - Canção de Engate
- 1997 - O Corpo É Que Paga / É P'ra Amanha... (remixé par Nuno Miguel)
- 1998 - Minha Cara sem fronteiras - Entre Braga e Nova Iorque

Albums
- 1997 - O Melhor de António Variações (best-of)
- 1998 - Anjo da Guarda (troisième album studio, comprend le bonus track Povo que lavas no rio )
- 2000 - Dar & Receber (quatrième album studio, comprend trois versions (dont deux sont des remixes) de Minha Cara sem fronteiras SEM )
- 2006 - Une historia de António Variações - Entre Braga e Nova Iorque (best-of qui comprend des démos inédites)

### Hommages/Reprises
Single
- 1987 - Delfins - Canção de Engate
- 1995 - Amarguinhas - Estou Além
- 1995 - Íris - Estou Além
- 1996 - MDA -  Dar & Receber
- 1996 - MDA - Estou Além
- 2004 - Donna Maria - Estou Além
- 2004 - Funkoffandfly - Dar e receber
- 2005 - RAMP - Anjo da Guarda
- 2008 - André Sardet - Anjo da Guarda

Albums
- 1989 - Lena D'Água - Tu Aqui [album avec des inédits]
- 1994 - Variações - As canções de António [album hommage]
- 2004 - Humanos - Humanos [album avec des inédits]